# Jurmuntunturi
Jurmuntunturi är en kulle i Finland. Den ligger i Enare i landskapet Lappland, i den norra delen av landet, 1 000 km norr om huvudstaden Helsingfors. Toppen på Jurmuntunturi är 301 meter över havet. Jurmuntunturi ligger vid sjön Paadarjärvi.
Terrängen runt Jurmuntunturi är platt åt nordväst, men åt sydost är den kuperad.  Trakten runt Jurmuntunturi är nära nog obefolkad, med mindre än två invånare per kvadratkilometer. Närmaste större samhälle är Enare kyrkby, 10,2 km nordost om Jurmuntunturi. 